# Royaume de Naples (1815-1816)
1815–1816
Entités précédentes :
- Royaume de Naples napoléonien (1815)

Entités suivantes :
- Royaume des Deux-Siciles (1816)

De 1815 à 1816, le royaume de Naples est une entité politique souveraine gouvernée par Ferdinand IV de Naples.

## Création
Le 2 mai 1815, après la seconde abdication de Napoléon Ier, Joachim Murat est évincé de la couronne napolitaine au profit de l'ancien roi de Naples, Ferdinand Ier.

## Dissolution
Le 8 décembre 1816, après la fin du congrès de Vienne, le roi Ferdinand IV, devenu roi de Sicile sous le nom de Ferdinand III de Sicile proclame l'unification des royaumes de Naples et de Sicile sous le nom de royaume des Deux-Siciles,.